# Carlos César Neves
Carlos César Neves (Uberaba, 21 aprile 1987) è un ex calciatore brasiliano, di ruolo difensore.

## Caratteristiche tecniche
È un terzino destro.